# Бои под Чернобаевкой
Бои под Чернобаевкой — боевые действия в районе села Чернобаевка в Херсонской области в период оккупации населённого пункта Россией с 27 февраля по 11 ноября 2022 года, эпизод российского вторжения в Украину, часть боевых действий на юге Украины. Боевые действия в районе Чернобаевки, главным образом, свелись к многократным результативным украинскими обстрелам российской авиации, наземной техники, штабов и живой силы на территории международного аэропорта «Херсон».

## Предыстория
До российского вторжения Чернобаевка была обычным крупным (около 11 тысяч жителей) селом в 11 км от центра Херсона, примечательным только расположением в его черте международного аэропорта «Херсон». После захвата Крыма этот аэропорт обслуживал как Херсон и Николаев, так и украинских граждан из Крыма. В аэропорту Херсона базировались вертолёты ООН, располагался узел связи, рядом — военные части и полигон для старой техники.

## Боевые действия

### Оккупация
Первые российские удары по международному аэропорту «Херсон» были нанесены в 5:30 утра 24 февраля 2022 года. Украинские военные оставили аэропорт и село без боя, и 27 февраля они были оккупированы. Для сил вторжения аэропорт приобрёл стратегическое значение, поскольку позволял перебрасывать войска для поддержки продвижения к черноморскому побережью, на северо-запад к Николаеву, а также в сторону Одессы по трассе Е58. Аэродром стал опорной базой для 49-й армии и других соединений, на ВПП были размещены вертолётные полки, во врытых в землю капонирах — наземная техника. Там же были организованы штабы и склады. Когда наступление на юге провалилось, российские войска закрепились в Чернобаевке, чтобы защитить подходы к Херсону.
Главным недостатком опорной базы в Чернобаевке стала близость к Николаеву, до которого было всего 37 км. Для сил ВСУ аэропорт оказался буквально «на ладони» в зоне досягаемости артиллерии, дронов и ракет. Это позволило ВСУ, не имея воздушной поддержки и запаса высокоточного оружия, наносить удары по авиации, наземной технике, живой силе и штабам с точностью и результативностью, которые редко встречаются в современных войнах. Российская армия же оказалась в патовой ситуации, не имея альтернативы для переброски войск и обороны захваченного Херсона.
Первый удар по российским войскам в аэропорту украинский Bayraktar TB2 нанёс спустя всего несколько часов после его захвата. В дальнейшем обстрелы приобрели регулярный характер. По итогам удара 7 марта 2022 года Украина заявила о 30 уничтоженных на земле российских вертолётах, 16 марта — о по меньшей мере 7. После значительных потерь Россия вывела авиацию из аэропорта. Ударом 26 марта по штабу 49-й общевойсковой армии предположительно был убит генерал-лейтенант, командующий армией Яков Резанцев (российская сторона информацию не подтвердила, но и не опровергла). Ранее был нанесён удар по штабу 8-й армии, но информация о гибели Андрея Мордвичева не подтвердилась. «Байрактары» использовались как для целеуказания, так и в качестве платформы для ракет «воздух-земля». За время оккупации ВСУ не менее 25 раз атаковали аэропорт и колонны вблизи Чернобаевки.

### Деоккупация
Российские военные отступили из Чернобаевки 11 ноября 2022 года спустя 3 дня после начала активной фазы контрнаступления ВСУ в Херсонской области. На территории аэропорта ВСУ обнаружили множество уничтоженной военной техники, а также два нетронутых украинских вертолёта, оставленных в ходе отступления в феврале. 

### После освобождения
6 мая 2023 года российский беспилотник сбросил взрывпакет на группу сотрудников ГСЧС Украины, занятых деактивацией неразорвавшихся боеприпасов на полигоне на территории аэропорта. Погибли 6 сотрудников ГСЧС и 3 работника пограничной службы, ещё 3 работника ГСЧС получили ранения. 23 ноября 2023 года российские военные обстреляли Чернобаевку кассетными снарядами, трое погибли, 5 человек получили ранения, были повреждены 60 домов и других построек.

### Гражданское население
На момент захвата российскими войсками в Чернобаевке проживало 10—11 тысяч человек, половина смогла покинуть село. На начальном этапе оккупации Херсонской области расположенная под Чернобаевкой птицефабрика (крупнейшая в Европе, на 3 млн голов кур) сыграла большую роль в предотвращении голода из-за нарушенных цепочек поставок продовольствия в Херсон.
В течение полугода оккупации российские военные совершали насилие в отношении мирного населения. Так, 4 марта 2022 года военнослужащие расстреляли двух 23-летних местных жителей — Владимира Прилуцкого и Дениса Дудченко. В качестве возможных причин называли бытовой конфликт, возникший после того, как молодые люди попросили у военных закурить, или ошибку солдат, которые приняли бутылки вина в руках гражданских за коктейли Молотова. Руководство села сообщало, что в районе Чернобаевки были обнаружены тела 11 мирных жителей, расстрелянных в автомобилях. В одном из случаев женщина, которая пыталась вывести сыновей с оккупированных территорий погибла, её детей вывезли в Крым. 
Всего за время оккупации, по разным оценкам, в Чернобаевке погибло до 30 гражданских, а 4 мирных жителя попали в плен. В селе была уничтожена инфраструктура: не было электричества, чистой воды, тепла, сотовой связи.

## В культуре
Повторяющийся сценарий, в котором Украина уничтожает российскую технику в аэропорту, а Россия перебрасывает новые части, которые вскоре подвергаются новой атаке, сделали Чернобаевку именем нарицательным и предметом многочисленных мемов. В народном юморе Чернобаевка стала символом украинского сопротивления, олицетворением некомпетентности российского военного командования и его пренебрежительного отношения к собственным солдатам, надежд на победу Украины. Местные власти рассматривали возможность создания в будущем на месте разрушенного аэродрома мемориального музея.